# シーラス Vision SF50

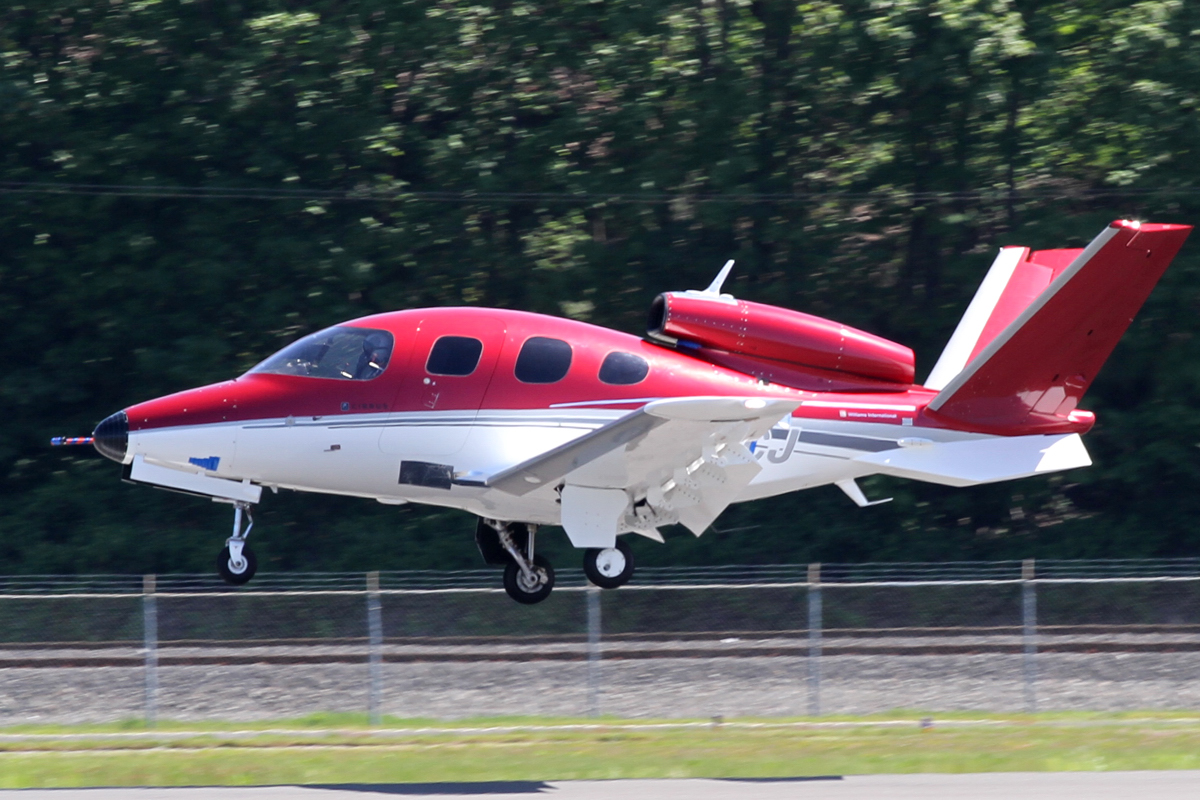
シーラス Vision SF50

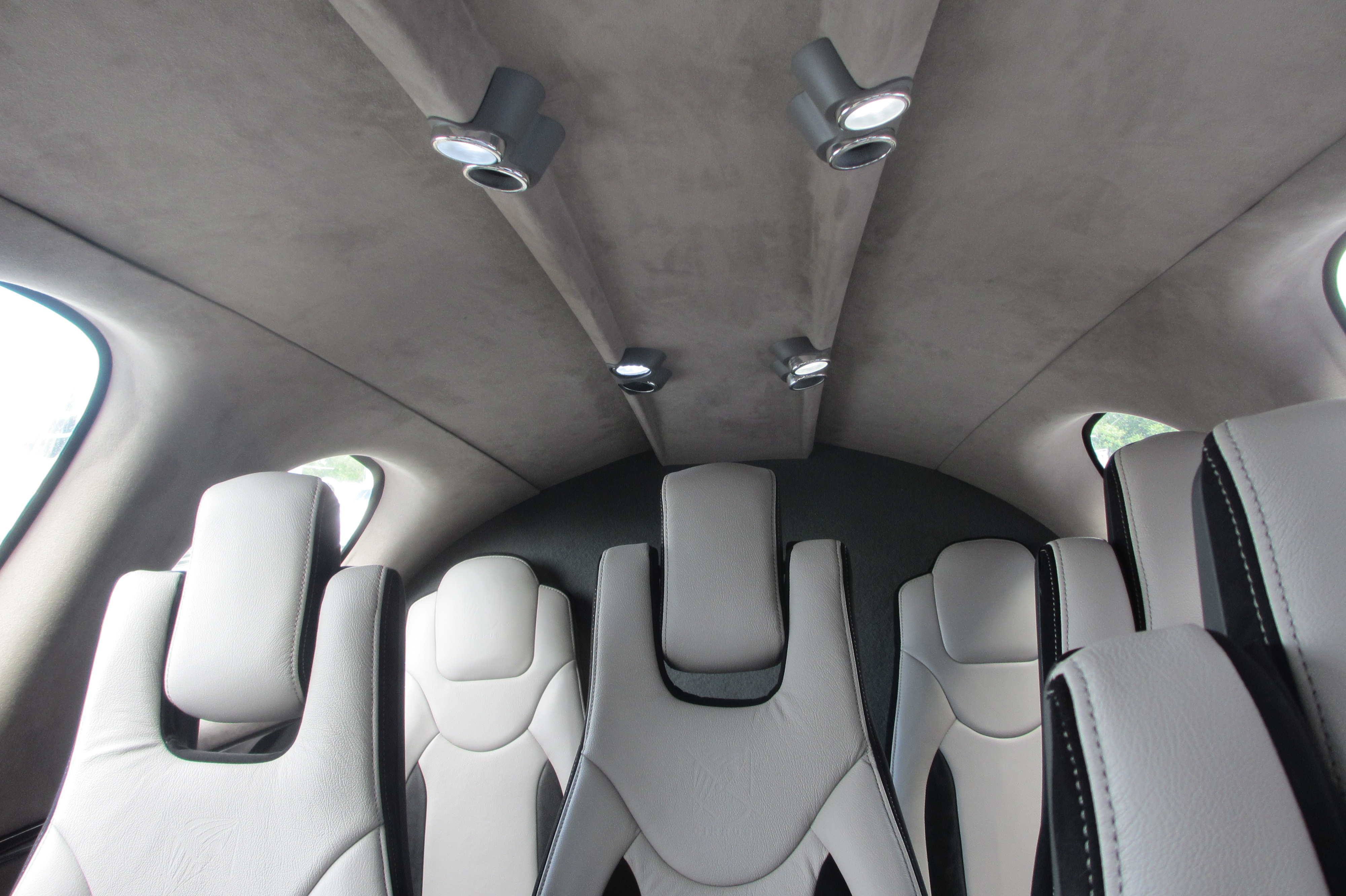
機内

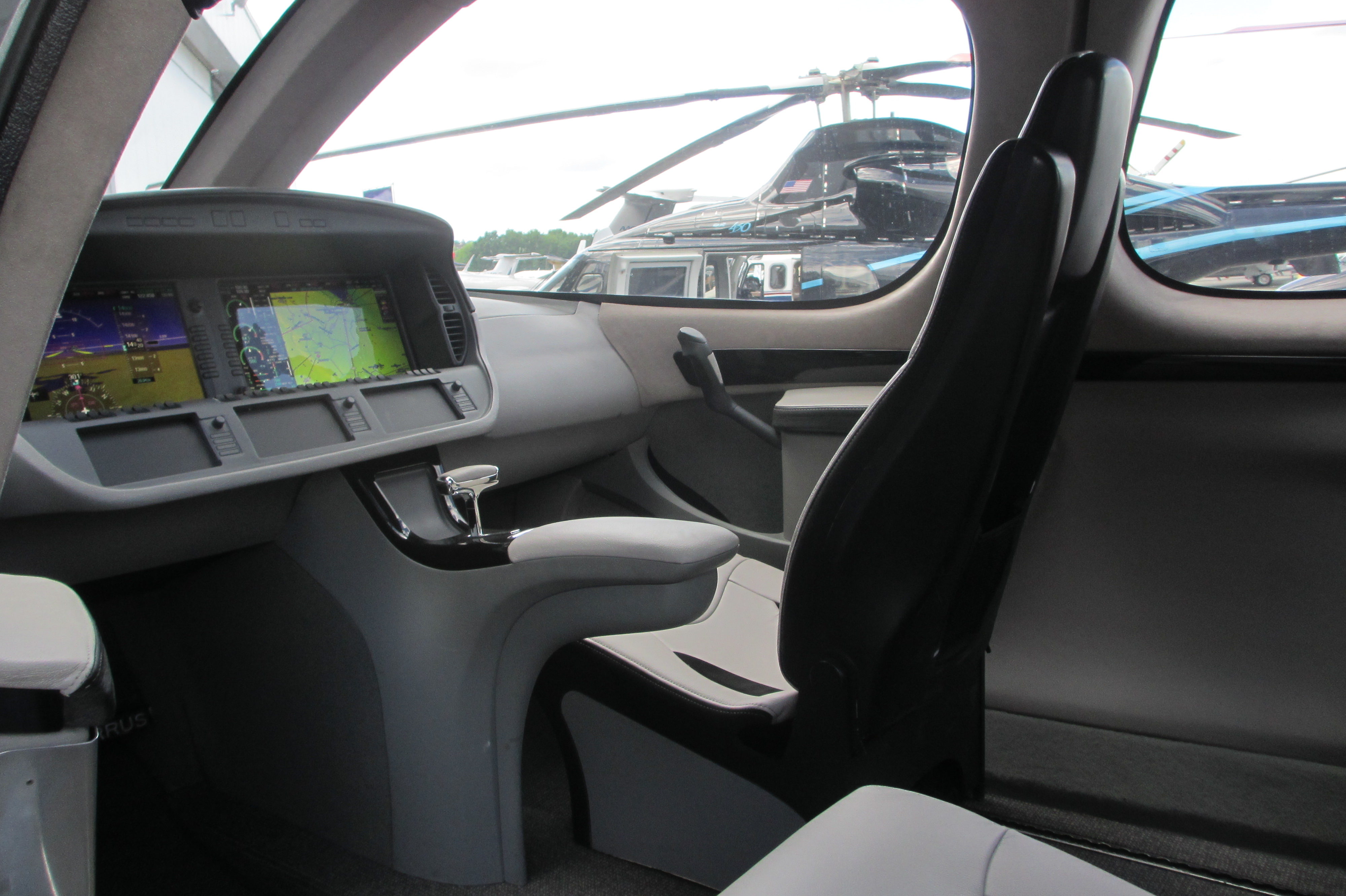
コックピット

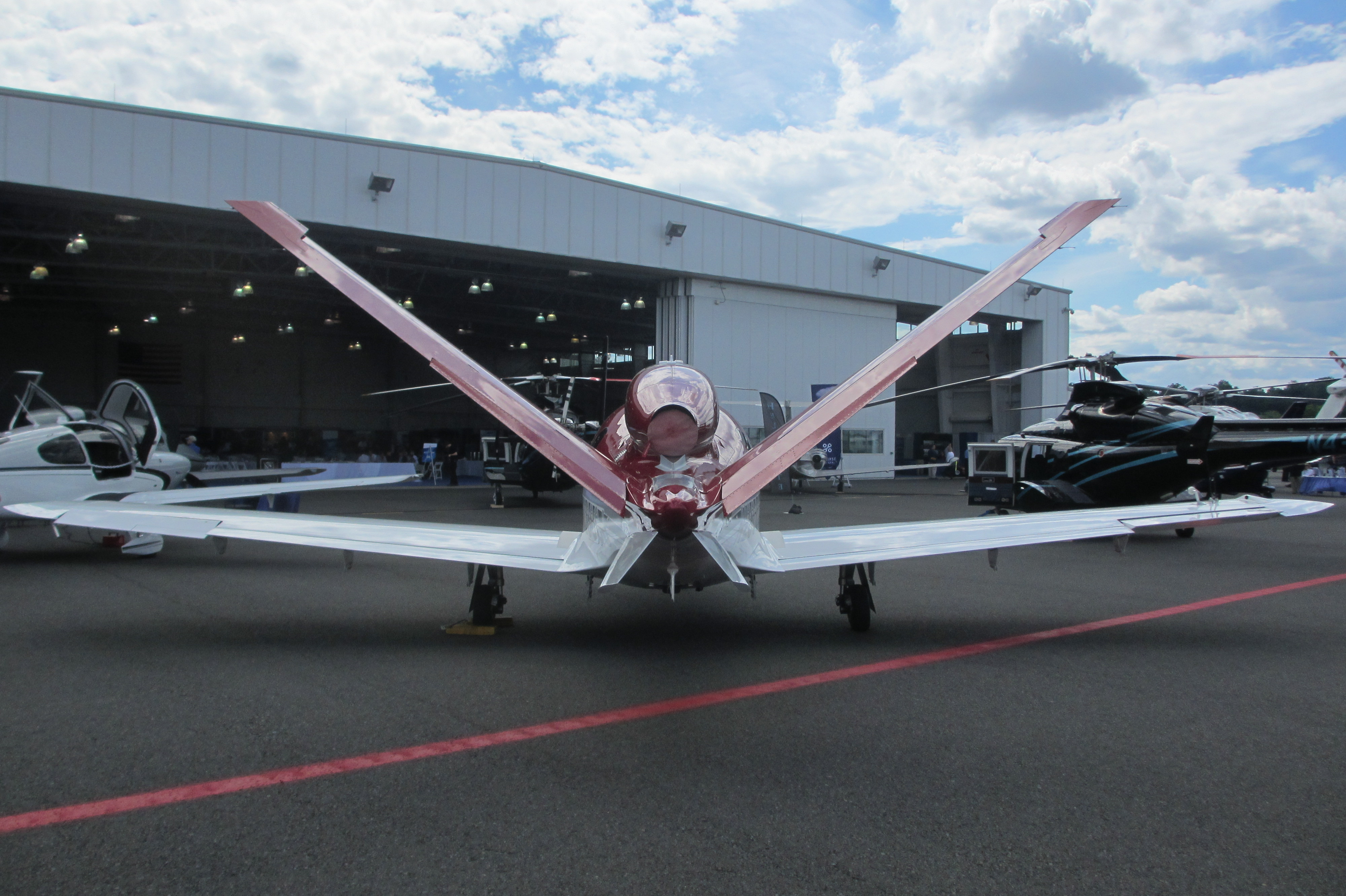
後方から見たシーラス Vision SF50

シーラス Vision SF50(Cirrus Vision SF50)はアメリカ、ミネソタ州のシーラス・エアクラフトが開発した単発低翼の超軽量ジェット機である。通称：Vision Jet（ビジョンジェット）。

## 概要
シーラス初の単発式超軽量ジェット機であるが、操縦桿はサイドヨーク式、ガーミン製をベースにした独自のグラスコックピット、緊急着陸パラシュートを標準装備するなど、同社のベストセラープロペラ機である『SRシリーズ』との共通性により機種転換訓練もスムーズに行える。
乗員はサイド・バイ・サイドのコックピット（2名）に加え、後部に最大5名分の独立した座席が用意されている。機内は与圧され高高度の飛行に対応できるため、短距離用のビジネスジェットやエアタクシーなど事業用が想定されているが、『SRシリーズ』と類似したアビオニクスにより、アマチュアパイロットが自家用機として運用することも容易であるとしている。
「ビジネスユースにも耐えられるジェット機としての性能を持ちながら、自家用の小型プロペラ機のような感覚で所有できる」ことをコンセプトに設計されており、小型プロペラ機と従来のビジネスジェットとの隙間を埋める存在として市場で注目を集めている。
エンジンには複数の超軽量ジェット機に採用実績があるウィリアムズ・インターナショナルのターボファンエンジン『FJ33』が採用された。エンジンは機体後方上部に搭載する（古い例となるが、ハインケルHe162に似ている）。その排気を避けるため尾翼は機体上面に大きく、機体下面後部に小さい翼を配置する『上下非対称のX字』もしくは『小型の下面尾翼を追加したV字尾翼』という変則的な構造となっている。
2006年に開発に着手され、最初の試作機である「V1」は2008年7月3日に初飛行に成功した。2016年10月28日にFAAの型式証明を取得。2016年末には一般顧客向けのデリバリーが開始された。
2017年5月にはEASAの型式証明を取得し、ヨーロッパの顧客向けのデリバリーが開始された。

## スペック
シーラス公式サイトより
- 全幅：11.79 m
- 全長：9.42 m
- 全高：3.32 m
- 最大巡航速度：300 knot（556 km/h）
- 実用上昇限度：FL280
- 最大巡航距離：
  - 1,000 nmi（1,852 km） (300 kt: High Speed Cruise時)
  - 1,200 nmi（2,222 km） (240 kt: Economy Cruise時)
- エンジン：ウィリアムズ・インターナショナル FJ33
- 有効最大搭載量：2,300 lb (1,045 kg)
- 搭乗者：最大7名